# ガブロヴァ (小惑星)
ガブロヴァ (2206 Gabrova) は、メインベルト（小惑星帯）の小惑星である。1976年4月1日にソビエト連邦（現・ウクライナ）のクリミア天体物理天文台にてニコライ・スチェパーノヴィチ・チェルヌィフが発見した。

## 名称
ブルガリアの都市ガブロヴォ（ガブロヴォ州州都）にちなんで命名された。この小惑星がエイプリル・フールに発見されたことから、陽気なユーモア（ガブロヴォ・ユーモア）で知られる街の名をつけたものである。